# Barbie jako księżniczka i żebraczka
Barbie jako księżniczka i żebraczka (ang. Barbie as the Princess and the Pauper, 2004) – amerykański animowany film familijny z lalką Barbie w roli głównej. Luźna adaptacja powieści Książę i żebrak Marka Twaina.

## Fabuła
Bajka opowiada o losie księżniczki Anny Luizy i biednej dziewczyny, szwaczki Eryki. Wszystko się zaczyna, gdy w kopalni królowej skończyło się złoto. Załamana królowa nie chcąc dopuścić do upadku królestwa postanawia wydać swoją córkę Annę Luizę za mąż za bogatego króla Dominika. Księżniczka z myślą o swoich poddanych zgadza się na ślub. Jednak Anna Luiza kocha kogoś innego, swojego doradcę, nauczyciela Juliana. Ten widząc smutek księżniczki postanawia zabrać ją do miasteczka. Gdy kupuje gorący kubek zupy, Anna Luiza słyszy czyjś śpiew i postanawia zobaczyć kto to. Okazuje się, że śpiewa dziewczyna o imieniu Eryka. Gdy obie dziewczyny zdejmują kaptury od swoich płaszczy stwierdzają, że są identyczne tylko różnią się kolorem włosów oraz królewskim znamieniem na ramieniu księżniczki. I tak dziewczyny zaprzyjaźniają się. Wkrótce potem księżniczka zostaje podstępem porwana, ale Julian wpada na pomysł, aby Eryka ją zastąpiła, a sam odszuka Annę Luizę. Udając księżniczkę Eryka zakochuje się w królu Dominiku z wzajemnością. Tuż przed ślubem Preminger odkrywa plan i demaskuje Erykę, która zostaje wtrącona do lochu, jednak potem ucieka z pomocą Dominika. Tymczasem Julian z Anną Luizą uciekają z kopalni. Preminger ma zamiar ożenić się z królową, aby zostać królem, a królowa zgadza się. Na szczęście Anna Luiza i Eryka w porę przerywają ślub, a Preminger zostaje wtrącony do lochu. Anna Luiza wychodzi za Juliana, a Eryka za Dominika.

## Obsada
- Kelly Sheridan – Księżniczka Anneliese / Erika
- Melissa Lyons – Księżniczka Anneliese (śpiew)
- Julie Stevens – Erika (śpiew)
- Mark Hildreth – Dominic (dialogi)
- Mark Luna – Dominic (śpiew)
- Alessandro Juliani – Julian
- Martin Short – Preminger
- Kathleen Barr – Serafina / Bertie

i inni

## Wersja polska
Wersja polska: Start International Polska

Reżyseria: Joanna Wizmur

Dialogi polskie: Katarzyna Wojsz

Teksty piosenek: Marek Robaczewski

Kierownictwo muzyczne: Marek Klimczuk

W wersji polskiej udział wzięli:
- Beata Wyrąbkiewicz – Eryka, Księżniczka Anna Luiza
- Magdalena Krylik – Księżniczka Anna Luiza (śpiew)
- Jacek Kopczyński – Król Dominik (dialogi)
- Mariusz Totoszko – Król Dominik (śpiew)
- Damian Aleksander – Julian
- Wojciech Paszkowski – Preminger
- Jolanta Wilk – Serafina
- Artur Kaczmarski – Wolfie
- Hanna Chojnacka – Królowa
- Ewa Kania – Madame Karp
- Jakub Szydłowski – Nick
- Jacek Bończyk – Nack
- Krzysztof Zakrzewski – Ambasador
- Zbigniew Konopka – Herve / Strażnik #1
- Iwona Rulewicz – Bertie
- Zbigniew Suszyński – Królewski sekretarz
- Joanna Węgrzynowska – Dziewczyna
- Jan Kulczycki – Strażnik #2
- Paweł Szczesny – Strażnik #3

i inni